# 포장

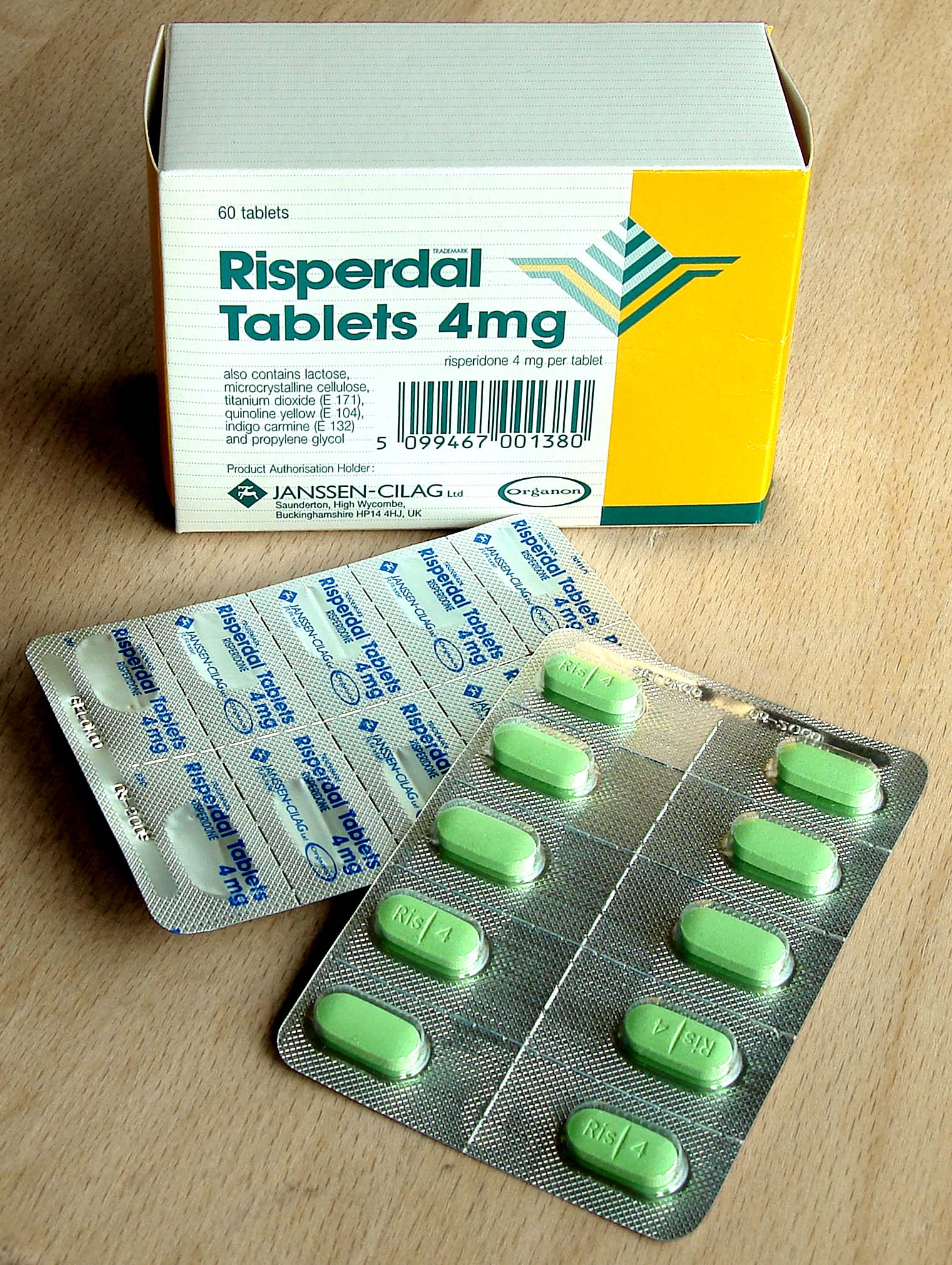
영국 리스페달 정 2000이 블리스터 팩에 포장되어 있다.

포장(包裝, 영어: packaging and labeling, Package labeling, labelling)은 물건을 싸는 행위를 말한다. 포장하는 주된 목적으로는 보호성, 편리성, 쾌적성 등이 있다. 일반적인 목적으로는 내용물의 포함, 보호, 보존, 배송, 정보 전달, 판매가 있다. 물류 시에는 식별 및 분리를 쉽게할 수 있으며, 소비시 식별 및 휴대 개봉, 폐기 또는 재사용을 쉽게할 수 있다. 포장에 이용하는 주요 재료는 포장재(包裝材)라고 하며, 종이, 플라스틱 등이 있다.

## 개요
포장(packaging)은 원래 운송이나 보관 중에 상품의 품질을 보호하기 위한 것이었으나, 오늘날에는 포장을 통해 소비자에게 메이커와 내용을 알려 상품선택을 용이하게 하고, 상표나 표찰을 부착하는 매체가 되어 제품 차별화와 판매촉진의 수단이 되는 것으로 제품계획상의 중요한 분야가 되고 있다.
포장은 외포장(外包裝：outer packing)·내포장(內包裝：inner packing), 단위포장인 개장(個裝：packaging) 등이 있는데, 마케팅상의 문제가 되는 것이란 제품 하나하나를 포장하는 개장이다. 사전포장(事前包裝：pre-packing)이란 소비자용 포장(消費者用包裝)이라고도 하며, 생산단계에서 소량단위로 포장하는 것이 아니라 소매점에서 적당한 수량을 미리 포장하였다가 판매하는 방식을 말한다.

## 포장관리
포장관리란 제품의 보호·수송·분배 등 상품화 계획의 기초가 되는 공업포장(工業包裝)의 측면과, 미학(美學)·색채학·심리학·인쇄기술·가공기술·특허법 등과 관련되는 상업포장(商業包裝)의 일면을 내포하고 있다. 따라서 포장관리는 2가지 측면을 조화시켜 제품의 상품가치를 높이는 기능이다.

### 생산과정에서의 포장관리
포장재료의 수입 및 보관, 포장작업의 관리가 있다.   포장재료의 수입 및 보관은 생산계획에 따라 포장재료가 적시에 입고(入庫)되도록 관리하는 기능이다. 포장재료의 검사기준은 다른 관련부서와 협의에 의하여 작성되어야 하며, 보관에는 변색(變色)이나 노화가 발생되지 않도록 조치되어야 한다.   포장작업의 관리는 수작업(手作業)에 대한 관리와 기계작업에 대한 관리로 구분된다. 수작업에 대한 관리는 작업능률을 향상시킬 수 있는 인간공학적(人間工學的) 고려와 작업환경의 정비가 필요하다. 기계작업에 의한 포장은 다품종을 동시에 제조, 적정위치에 삽입하는 특징이 있다.

### 조사·시험연구·개발과정에서의 포장관리
조사 및 개발부는 시장조사·구매 동기와 소비자의 구입 후 반응조사, 타사와의 비교, 디자인 테스트 등의 업무를 수행하고, 시험연구부는 포장재료의 물리적·화학적 실험을 행하며, 종합적 수송방법에 대한 실험을 수행한다.

### 기타 부문에서의 포장관리
기타부문에서 포장관리와 관련되는 사항은 포장재료의 구입부터, 판매를 중심한 포장관리, 등록(용기의 형태·실용신안·의장특허 등)에 관한 포장관리, 회의조직(제품개발회의·상품화계획회의·포장회의 등)에 의한 포장관리 등이다.

### 디자인 제작에서의 포장관리
디자인부의 업무내용은 디자인의 제작·인쇄 및 가공의 관리, 카피(copy)의 제작 등이다.

## 같이 보기
- 버블랩
- 버블랩 (브랜드)(영어판)
  - 실드에어(영어판)

## 참고 문헌
- Soroka, W, Illustrated Glossary of Packaging Terminology Institute of Packaging Professionals,